# Bostaera gomerense
Bostaera gomerense är en insektsart som beskrevs av George Clifford Carl 1995. Bostaera gomerense ingår i släktet Bostaera och familjen sporrstritar.
Artens utbredningsområde är Spanien. Inga underarter finns listade i Catalogue of Life.